# مطلوب حب عاجل (مسلسل)
مطلوب حب عاجل (بالتركية:Acil Ask Araniyor) هو مسلسل تلفزيوني تركي لعام 2015.

## القصة
مسلسل «مطلوب حب عاجل، أتشيل أسك أرانيور، Acil Ask Araniyor» هو مسلسل تركي يعرض قصة حب تجمع بين فتاة وشاب كل منهما يحمل شخصية مختلفة تمامًا عن الآخر، كما يعرض التحديات التي يواجهانها أثناء عملهما معًا في المكان ذاته، في إطار مليء بالرومانسية والكوميدية.[٣] تدور أحداث المسلسل حول شاب يُدعى سنان، والذي يُعدّ طبيبًا ناجحًا، يعمل في إحدى المستشفيات في غرفة الطوارئ، ويعيش حياةً هادئة مستقرّة خالية من الأحداث وحده في إسطنبول.[٣] في يومٍ ما يستيقظ في الصباح الباكر على وقع ضوضاء تُصدرها فتاة تنتقل إلى شقتها الجديدة والمجاورة لشقته، الفتاة نفسها صدمت عن طريق الخطأ سيارة سنان أيضًا، يرى الأخير أنّ هذا اليوم هو يوم مشئوم، ويصرّ على عدم رغبته في رؤية تلك الفتاة مجددًا.[٣] يذهب سنان إلى عمله في المستشفى كالمعتاد، وهو على علم بأنّه سيستقبل اليوم مساعد الطبيب الجديد، والذي سيُرافقه ويعمل معه طوال الوقت عن قرب، لاحقًا، وفي أحداث مليئة بالمفاجأة، يعلم سنان أنّ الفتاة التي أزعجته صباحًا، هي ذاتها المساعدة الجديدة، اسمها هو نيسان، تمتلك شخصية لطيفة جدًا، لكنّها غير لبقة بالشكل الكافي، رغم كلّ ذلك، يبدأ كليهما مُضطرًا بالعمل مع الآخر في غرفة الطوارئ.[٣] تُصبح قصة سنان أكثر تعقيدًا، عندما يتم تعيين آيلا، شقيقة سنان الكبرى، للعمل في المستشفى ذاتها، تنتقل الأخيرة للعيش في منزل شقيقها لحين عثورها على شقة جديدة، الآن، هناك نيسان جارة سنان في الطابق العلوي، وشقيقته أيلا معه في الشقة ذاتها، الأمر الذي يجعله بعيدًا تمامًا عن الهدوء الذي كان يعيشه في السابق.[٣] يعرض المسلسل العديد من المشاهد المليئة بالمرح التي تجمع كل من نيسان وسنان بسبب اختلاف شخصياتهما، إلّا أنّه لاحقًا، سيحصل التوافق فيما بينهما.[٣]

## الابطال
- - سرحات تيومان Serhat Teoman، بدور (سنان).
- - تامر تيراس أوغلو Tamer Tirasoglu، بدور (بيرزان).
- - سنام أوتشار Sinem Uçar، بدور (أسومان).
- - جوكان صويلو Gökhan Soylu، بدور (مراد).
- - سركان أوزتورك Serkan Öztürk، بدور (مالك).
- - روجدا ديميرير Rojda Demirer، بدور (آيلا).
- - دويجو يتيش Duygu Yetiş، بدور (نيسان).

## مكان التصوير
إسطنبول - تركيا

## روابط خارجية
- مطلوب حب عاجل في موقع imdb